# Olsynium bodenbenderi
Olsynium bodenbenderi là một loài thực vật có hoa trong họ Diên vĩ. Loài này được (Kurtz) Goldblatt miêu tả khoa học đầu tiên năm 1990.